# 1968年のラジオ (日本)
1968年のラジオ (日本)では、1968年の日本のラジオ番組、その他ラジオ界の動向について記す。

## 主なその他ラジオ関連の出来事
- 4月1日 - 日本放送協会、ラジオ受信料を廃止[1][2]。
- 7月1日
  - 電波法施行規則が改正され、超短波放送（FM放送）に関する定義が追加される。
  - 郵政省令「超短波放送に関する送信の標準方式」が公布される。
- 11月29日 - 超短波放送用周波数割当計画（チャンネルプラン）が制定され、76.1メガサイクルから89.9メガサイクルを割り当てることが定められる[1]。

## 商号変更
- 8月12日 - ラジオ岐阜→岐阜放送

## 開始番組

### 1968年3月放送開始
東海ラジオ放送
- 1日 - ミッドナイト東海

毎日放送
- 11日 - 丹頂ヤングチャレンジ

### 1968年4月放送開始
NHKラジオ第1放送
- 4日 - この人にきく
- 7日 
  - あなたの歌
  - 午後のシャンソン
  - 文芸劇場
- 9日 - ふるさとの心

NHK-FM放送
- 11日 - 芸術展望

STVラジオ
- 1日 
  - STVモーニングエコー
  - STVデイリーステーション

岩手放送
- 8日 - 歌って笑って民謡まわり舞台

ニッポン放送
- 開始日不明 - お早うネットワーク

毎日放送
- 11日 - カージオティータイムミュージック
- 13日 - 明星 土曜ロータリー

大阪放送
- 1日 - ぶっつけ本番7時です

山陰放送
- 開始日不明 - ミッドナイトパートナー

極東放送
- 2日 - 農漁村の皆様へ

### 1968年6月放送開始
毎日放送
- 4日 - すっとんトリオのお早よう漫画

### 1968年7月放送開始
毎日放送
- 4日 - しゃべって遊んで歌いましょう
- 6日 - プールサイドで逢いましょう

### 1968年8月放送開始
朝日放送
- 開始日不明 - 柴田邦江のおはようパートナー

### 1968年9月放送開始
ニッポン放送
- 2日 - 円鏡の歌謡曲ドンドン

毎日放送
- 2日 - MBSセスナ情報 空からお早よう

### 1968年10月放送開始
STVラジオ
- 7日 - エンジェルコンサート

ニッポン放送
- 7日 - 陳平・花の予備校

大阪放送
- 7日 - トヨタ・ニュースパトロール「1000台応答せよ」

### 1968年11月放送開始
STVラジオ
- 17日 - ワシントンサンデーミュージック

文化放送
- 19日 - 日野ミッドナイトグラフィティ 走れ!歌謡曲

中部日本放送
- 4日 - ばつぐんジョッキー

### 開始日不明
和歌山放送
- わたくしの作文

## 終了番組

### 1968年3月放送終了
NHKラジオ第1放送
- 28日 - とんち教室

### 1968年7月放送終了
近畿放送
- 31日 - 天壇ゴールデンリクエスト